# Lithothamnion corallioides
Lithothamnion corallioides (P.L. Crouan & H.M. Crouan) P.L. Crouan & H.M. Crouan, 1867  é o nome botânico  de uma espécie de algas vermelhas  pluricelulares do gênero Lithothamnion, subfamília Melobesioideae.
- São algas marinhas encontradas na Europa, África, Coreia e em muitas ilhas do Atlântico.

## Sinonímia
- Mesophyllum corallioides  (P.L. Crouan & H.M. Crouan) M. Lemoine
- Spongites corallioides   P.L. Crouan & H.M. Crouan, 1852
- Lithothamnion corallioides f. saxatile   Foslie, 1895
- Lithothamnion corallioides f. minuta   Foslie, 1899
- Lithothamnion fruticulosum f. soluta   Foslie 1905
- Lithothamnion calcareum f. corallioides   (P.L. Crouan & H.M. Crouan) Foslie, 1905
- Lithothamnion solutum f. effusa   Foslie, 1906
- Lithothamnion solutum   Foslie, 1908
- Lithophyllum solutum   (Foslie) M. Lemoine, 1915